# Wakonda
Wakonda, drugim imenom Wakanda, je velika stvaralačka moć plemena Osage, Omaha i Ponca. Wakonda je apstraktna i sveprisutna kreativna sila koja nikada nije personificirana u tradicionalnim siouanskim legendama, a prema tome nije imala ni rod prije uvođenja engleskoga jezika i rodno specifičnih zamjenica uz njega.